# Пекуоти
Пекуоти (на английски: Pequot) е северноамериканско индианско племе, което в началото на 17 век живее в югоизточен Кънектикът, от река Нихантик на запад, до границата на Роуд Айлънд на изток. Едно от водещите племена в южна Нова Англия, пекуоти обитават 23 села и наброяват около 6000 души в началото на колониалния период. След Войната пекуот през 1636 г. и клането в селото Мистик, племето е почти унищожено. Останалите живи са затворени в два резервата, единият в Лидиърд, основан през 1666 г., а другият в Лантърн Хил, основан през 1683 г. Впоследствие хората в резервата в Лидиърд стават известни като машантукет или западни пекуоти, а в резервата в Лантърн Хил като поукатук или източни пекуоти. Машантукет пекуот получава федерално признаване през 1983 г. През 1992 г. племето отваря в резервата Казино комплекса Фоксуудс, който е едно от най – големите и печеливши казина в Света. Заради оборота и печалбата от казиното машантукет пекуот е най – богатото индианско племе в САЩ.
Източните пекуоти или поукатуки получава федерално признаване през 2002 г., но то е отнето през 2005 г. През 2012 г. племето подава иск за връщане на федералното признаване.

## Население
Преди 1614 г. пекуотите живеят в 23 села и наброяват около 6000 души. След отделянето на мохеганите през 1633 г. и епидемия от едра шарка в края на същата година, пекуотите остават наполовина. След Войната пекуот през 1637 г. от около 3000те пекуоти преди нея оцеляват по-малко от половината. През следващите години населението на племето продължава да намалява, за да достигне най-ниската си точка от 66 души през 1910 г. От тази година племето започва бързо да се възстановява и в началото на 21 век общо записаните членове на племето са над 1700 дущи – около 800 са членове на машантукет – пекуот и над 900 са членове на поукатук – пекуот.

## Име и език
Името пекуот идва от алгонкинската дума „пекоуатоуг“ или „пекутоог“ и означава разрушители, унищожители. В историята са записвани и под имената пекоат, пекуант, пекуин, сагимо, пекуато и сикенамс. Всички пекуоти говорят алгонкински – Y диалект, идентичен с езика на мохеган и близък с езиците на нарагансет, ниантик, монтаук и шинекок.

## Култура
Пекуотите почти не се отличават от племената, живеещи в Нова Англия. И те като съседите си са предимно земеделци, допълващи храната си с лов, риболов и събирането на морски дарове. Облеклото и жилищата им също са характерните за региона вигвами. Дрехите им са изработвани от еленова кожа като обикновено мъжете носят набедреник, гамаши, риза и мокасини, а жените поли с дълги ризи или рокли. Дрехите са богато украсени с пера, бои, мъниста, миди и бодли от бодливо свинче. Полупостоянните им силно укрепени села се състоят главно от средно големи дълги домове и куполообразни вигвами. Единственото нещо, което ги отличава от съседните племена, е тяхната политическа организация. Централизираната политическа власт на пекуотите е изключение сред източните алгонкински народи, които обикновено живеят в мир помежду си и нямат нужда от сложна политическа организация. Високо организирани, агресивни и войнствени, пекуотите доминират в Кънектикът преди 1637 г. Силната племенна организация и силната централна власт упражнявана от племенен съвет и върховен вожд им дава значително предимство над техните мирни съседи.

## История
Пекуотите не са местно племе на Нова Англия. Първоначално един народ с мохеганите, те вероятно мигрират от района на езерото Шамплейн и горната част на долината на река Хъдсън някъде около 1500 г. Според учените възможно е пекуотите да са част от мистериозното племе адирондак, което е доминиращо племе в района на езерото Шамплейн преди основаването на ирокезката лига. След като ирокезите се обединяват адирондаките изчезват и оставят незаета обширна площ в близост до езерото Шамплейн. Теорията за тази миграция се подкрепя от факта, че пекуотите са силно организирано политически, което е изключение сред източните алгонкини.

### Среща с европейците
Живеейки зад Лонг Айлънд, пекуотите и техните съседи имат редки контакти с европейците преди 1600 г. Въпреки това ефектът от европейското присъствие ги достига с опустошителни последици. Три големи епидемии между 1614 г. и 1617 г. почти обезлюдяват Нова Англия. От хаоса пекуотите и нарагансетите излизат като съперници за контрола в региона.
Първата среща на пекуотите с европейците е през 1614 г., когато холандците достигат река Кънектикът. Местоположението на пекуотите им дава предимство пред останалите племена в търговията с холандските търговци. От 1622 г. търговията с кожи в долното течение на Кънектикът се разраства до толкова, че холандците установяват постоянен търговски пост близо до Хартфорд. Намерението на холандците е да търгуват с всички племена в района, но пекуотите имат други амбиции. Тъй като контролират търговския пост на река Кънектикът те искат да контролират и търговията. Първо, пекуотите нападат нарагансетите в югозападен Роуд Айлънд, като по този начин ограничават достъпа на мощните нарагансети до холандците. Следващите стъпки на пекуотите са подчиняването на съседните ниантики и матабесики и завладяването на Лонг Айлънд. След покоряването на Лонг Айлънд, метоаките, които живеят там, са известни като производителите на най-качествените вампуми, използвани широко в търговията. С получаването на тази ценна стока, изведнъж пекуотите се превръща в най-богатото и могъщо племе в цяла Нова Англия.

### Измяната на мохеганите
По същото време един друг народ, който пекуотите наричат „оуанукс“, идва на американския бряг. Първоначално малката колония в Плимут не е заплаха за пекуотите и холандците. Постепенно обаче колонията се утвърждава твърдо и от 1627 г. холандците започват да се притесняват от зараждащата се конкуренция в търговията с кожи. За да се подсигурят, холандците подписват договор с новата английска колония, който им гарантира монопола над търговията по цялото крайбрежие на южна Нова Англия. След идването на пуританите в Масачузетс през 1630 г. обаче споразумението на холандците с Плимутската колония е пренебрегнато. Търговците от Бостън достигат река Кънектикът през 1633 г. и основават търговски пост в Уиндзор като по този начин улавят всички кожи пътуващи надолу по реката към холандците. В отговор холандците закупуват от пекуотите земя, която обаче принадлежи на матабесиките и построяват укрепление. Конкуренцията между двете европейски сили се отразява и на местните народи. Подчинените на пекуотите племена като ниантики и матабесиките приветстват англичаните като освободители, а ниските цени на английските стоки разединява племената. Сред редиците на пекуотите също настъпва разделение. Едни, които подкрепят англичаните и искат да търгуват с тях се събират около вожда Ункас и сформират ново племе, наречено мохеган, по името на клана на Ункас. Останалите пекуоти, които са за лоялност към холандците се обединяват около върховния вожд Сасакус. Малко след разделянето на племето, през зимата на 1633 – 1634 г. епидемия от едра шарка удря племената в Кънектикът. През 1635 г. компанията Масачузетс Бей основава Форт Сейбрук в устието на река Кънектикът и така блокира достъпа на холандците до реката, и ги принуждава да изоставят поста в Хартфорд. Измяната на мохеганите и едрата шарка струва на пекуотите половината от хората, а вече не могат да разчитат и на подкрепата на холандците.

### Пекуотска война
Възползвайки се от затрудненото положение на пекуотите, през 1635 г. нарагансетите ги атакуват и си връщат заграбените земи в югозападен Роуд Айлънд. През 1636 г. идват и първите английски заселници, които се заселват в Хартфорд. Докато мохеганите и матабесиките приветстват новодошлите англичани, пекуотите влизат в множество схватки с тях, които едва не довеждат до открита война. През лятото на същата година войни на западните ниантики пленяват лодката на един търговец от Бостън и убиват един от екипажа близо до Блок Айлънд. Властите в Бостън преписват стореното на пекуотите и без да се консултират с властите в Кънектикът изпращат наказателна експедиция от 90 мъже до Блок Айлънд със заповед да убият всеки мъж и да пленят жените и децата, които са ценни като роби. Предупредени навреме, ниантиките на Блок Айлънд успяват да се измъкнат оставяйки 14 убити. Англичаните унищожават селото и посевите на индианците и продължават пътя си към форт Сейбрук с надеждата да съберат още мъже за похода до селата на пекуотите, където да поискат обезщетение за убийството на търговеца. Пристигането на мъжете от Масачузетс в Сейбрук води до притеснение сред хората в Кънектикът, които не са чули нищо за убийството на търговеца. Пекуотите също са изненадани от пристигането на белите, но успяват навреме да избягат. След изгарянето на поредното село и нивите с посеви, белите се връщат в Бостън доволни, че са дали добър урок на диваците. За отмъщение за изгарянето на селата и посевите им, пекуотите и западните ниантики обсаждат Сейбрук и организират серия от нападения над отдалечени бели селища като същевременно приканват мохеганите и нарагансетите да се присъединят към тях. И двете племена отказват да подкрепят пекуот, а мохеганите дори избират да се бият с тях като се присъединяват към англичаните. Въпреки това пекуотите все още са могъщо племе, което заповядва на повече от 26 вождове и техните племена. Когато започва обаче наистина войната повечето от тези подчинени племена остават неутрални. В началото на 1637 г. Сасакус предприема с войните си серия от нападения срещу селищата в Кънектикът, успявайки да убият над 30 бели заселници.

##### Клането в Мистик
През май съдът в Хартфорд обявява война на племето. Смесена експедиция от 90 заселници и 70 мохегани е събрана, за да атакуват основното село на пекуотите – Мистик. Когато експедицията достига селото, войните пекуоти са подготвени и ги очакват. Виждайки, че не ще се справят, англичаните обръщат и продължават на изток към Роуд Айлънд. Войните пекуоти следят отстъплението на англичаните и се убеждават, че те няма да се върнат обратно. Това обаче е огромна грешка. Достигайки селата на нарагансетите, 200 техни войни се присъединяват към тях и водачите решават да се върнат отново при Мистик. На 26 май колоната обгражда селото, в което има около 700 жени, деца и старци. Войните са ангажирани с нападения близо до Хартфорд. Белите подпалват селото и всички, които не умират в пламъците са убити. Дори войните нарагансети и мохегани са втрещени и ужасени от безразборното клане на жени и деца извършено от англичаните. Когато войните пекуоти се връщат и виждат клането започват преследване като успяват да убият 2 бели и почти половината индиански скаути. Масовото клане на жени и деца в Мистик обаче пречупва духа на войните и за да оцелеят те изоставят селата си, които сега са доста уязвими и се разпръсват на малки групи.

#### Втори етап на войната
Англичаните не са доволни от дадения урок на пекуотите и решават да унищожат племето до крак. В края на юни 1637 г. експедиция от 120 бели мъже пристига в селата им. Намирайки ги изоставени колоната започва преследване. В Сейбрук към тях се присъединяват още 40 бели мъже, плюс Ункас и неговите мохегани. Колоната преследвачи настига Сасакус и пекуотите в Саскуа – едно село на пекуаноките, близо до Файърфилд. Пекуотите се барикадират в близкото блато и отказват да се предадат. В последвалата битка, Сасакус и около 80 пекуоти успяват да избягат, 180 други са заловени, и около 150 са убити. Сасакус бяга в Ню Йорк с надеждата да намери убежище при мохоките, но още преди да достигнат целта си, той и неговите пекуоти са нападнати от отряд мохоки. Сасакус е убит и главата му е изпратена на англичаните в Хартфорд в знак на приятелство. Пекуотите, които успяват да се спасят бягат при мохиканите в Шагхтикок. Тези, които остават в Кънектикът са безмилостно преследвани и накрая са принудени да молят за мир. По-малко от половината от 3000те пекуоти преживяват войната.

### Следвоенни години
След поражението им, английските селища бързо се разпространяват в долината на Кънектикът и надолу по крайбрежието чак до Стамфорд. След подписването на мирния договор в Хартфорд през септември 1638 г., 180 пекуоти са раздадени като роби на мохеганите, нарагансетите и източните ниантики. От други 80, 30 са екзекутирани, а останалите предимно жени и деца са продадени като роби на Бермудите. Една група е заточена на Лонг Айлънд при метоаките, а други са раздадени като слуги из домакинствата в Нова Англия. Около 1000 са поставени под контрола на мохеганите, което автоматично превръща последните в най – мощното племе в южна Нова Англия. През 1655 г., заради лошото отношение на мохеганите към подопечните им пекуоти, англичаните разделят двете племена и преместват пекуотите в Лидиърд и Лантърн Хил, където през 1666 г. и 1683 г. са създадени резерватите. В първия резерват хората стават известни като машантукет – пекуот или западни пекуот, а във втория като поукатук – пекуот или източни пекуот. През следващите години много пекуоти напускат резерватите, за да търсят препитание другаде. Населението им в Кънектикът постоянно намалява, за да достигне най-ниската си точка от 66 души през 1910 г. До края на 20 век населението им бавно се възстановява като общо записаните членове на двете племенни образувания наброяват над 1700 души.